# J.H. Vijgeboom
Johannes Hermanus Vijgeboom (Rotterdam, 4 juli 1916 – Alblasserdam, 20 februari 2004) was een Nederlands politicus van de PvdA.
Hij werd geboren als zoon van Zegert Johannes Vijgeboom (1890-1944) en Anna de Bon (*1890). J.H. Vijgeboom is afgestudeerd in de rechten en was hoofdcommies bij de Economische Controledienst van het ministerie van Economische Zaken voor hij in maart 1956 benoemd werd tot burgemeester van de gemeenten Geervliet en Heenvliet. In februari 1968 volgde zijn benoeming tot burgemeester van Alblasserdam. Hij zou die functie blijven vervullen tot zijn pensionering in augustus 1981. Vanaf begin 1982 was Vijgeboom waarnemend burgemeester van de gemeenten Haastrecht en Vlist tot die gemeenten op 1 januari 1985 samen met Stolwijk opgingen in de nieuwe gemeente Vlist. Aansluitend was hij nog een jaar waarnemend burgemeester van Arkel en Kedichem.
Vijgeboom overleed begin 2004 op 87-jarige leeftijd. Zijn schoonvader Marius Gautier is burgemeester van Berkenwoude geweest.